# SM UC-8
Le SM UC-8 (ou Unterseeboot UC- 8) est un sous-marin allemand (U-Boot) de type UC I mouilleur de mines utilisé par la Kaiserliche Marine pendant la Première Guerre mondiale.

## Conception
Sous-marin allemand de type UC I, le SM UC-8 a un déplacement de 168 tonnes en surface et de 183 tonnes en immersion. Il avait une longueur totale de 33,99 m, une largeur de 3,15 m, et un tirant d'eau de 3,04 m. Le sous-marin était propulsé par un moteur diesel Daimler-Motoren-Gesellschaft à six cylindres et quatre temps, produisant 90 chevaux-vapeur (66 kW), un moteur électrique produisant 175 chevaux-vapeur (129 kW) et un arbre d'hélice. Il était capable de fonctionner à une profondeur de 50 mètres.
Le sous-marin avait une vitesse maximale en surface de 6,20 nœuds (11,48 km/h) et une vitesse maximale en immersion de 5,22 nœuds (9,67 km/h). Lorsqu'il est immergé, il peut parcourir 50 milles marins (93 km) à 4 nœuds (7,4 km/h) ; lorsqu'il fait surface, il peut parcourir 780 milles marins (1 440 km) à 5 nœuds (9,3 km/h). Le SM UC-8 était équipé de six tubes de mines de 100 centimètres, douze mines UC 120 et une mitrailleuse de 8 millimètres. Il a été construit par l'AG Vulcan Stettin et son équipage était composé de quatorze membres.
Le SM UC-8 a été commandé le 23 novembre 1914 comme le huitième d'une série de 15 navires de type UC I (numéro de projet 35a, attribué par l'Inspection des navires sous-marins), dans le cadre du programme de guerre d'expansion de la flotte. Les dix premiers navires de ce type, dont l'UC-8, ont été construits dans le chantier naval Vulcan à Hambourg. Le chantier naval, qui n'avait aucune expérience préalable dans la construction de sous-marins, a estimé la durée de construction du navire à 5-6 mois, et pour respecter ce délai, il a dû arrêter la construction de torpilleurs. Le SM UC-8 a reçu le numéro de chantier naval 52 (Coque 52). Le navire a été lancé le 6 juillet 1915, et a été accepté pour le service dans la marine impériale la veille, le 5 juillet 1915.

## Affectations
Comme la plupart des sous-marins de sa classe, le SM UC-8 est sous le commandement de la U-Flotille Flanders, qui faisait partie du Marinekorps Flandern  (Corps des Marines flamands), et était déployé depuis Zeebruges.
- U-Flottille Flandern du date inconnue au 5 novembre 1916

## Commandement
Kaiserliche Marine
- Oberleutnant zur See (Oblt.) Georg Haag du 5 juillet 1915 au 17 octobre 1915
- Oberleutnant zur See (Oblt.) Walter Gottfried Schmidt du 18 octobre 1915 au 5 novembre 1915

Koninklijke Marine
- Luitenant ter zee der 2e klasse  Dirk Scalongne du 13 mars 1917 au ??
- Luitenant ter zee der 2e klasse Ludovicus A.C.M. Doorman du 19 février 1918 au 4 octobre 1918
- Luitenant ter zee der 2e klasse Jean Louis Chaillet du 4 octobre 1918 au 24 décembre 1918
- Luitenant ter zee der 2e klasse Gustaaf E.V.L. Beckman du 24 décembre 1918 au 7 mai 1919
- Luitenant ter zee der 2e klasse Johannes Jan van der Have du 7 mai 1919 au 15 juin 1919
- Luitenant ter zee der 2e klasse Esquire H.P. Coertzen de Kock du 15 juin 1919 au 21 octobre 1919
- Luitenant ter zee der 2e klasse Jacobus Gerardus van den Berg du 21 octobre 1919 au 20 avril 1920
- Luitenant ter zee der 2e klasse Ludovicus A.C.M. Doorman du 20 avril 1920 au 26 avril 1921
- Luitenant ter zee der 2e klasse Johan Christiaan Cornelis du 26 avril 1921 au 1er janvier 1922
- Luitenant ter zee der 2e klasse Jacobus Johannes Logger du 1er janvier 1922 au 1er juin 1922
- Luitenant ter zee der 2e klasse oudste categorie Gustaaf E.V.L. Beckman du 1er juin 1922 au 21 août 1922
- Luitenant ter zee der 2e klasse Johannes van Leeuwen du 21 août 1922 au 8 avril 1923
- Luitenant ter zee der 2e klasse Jan Jacob Wichers du 8 avril 1923 au 1er octobre 1923
- Luitenant ter zee der 2e klasse Henricus C.W. Moorman du 30 novembre 1924 au 21 mai 1926
- Luitenant ter zee der 1e klasse Frederik Willem Coster du 1er juin 1931 au 16 novembre 1932
- Luitenant ter zee der 2e klasse Willem Jan Kruys du 16 novembre 1932 à ??.

## Patrouilles
Le SM UC-8 a réalisé 1 patrouille pendant son service actif.

## Navires coulés
Les mines posées par le UC-8 lors de sa seule patrouille ne sont pas connues pour avoir coulé des navires.

## Destin
Le 4 novembre 1915, le UC 8 s'échoue sur la côte néerlandaise près de l'île de Terschelling dans les eaux territoriales des Pays-Bas neutres à la position géographique de 52° 23′ N, 5° 05′ E en raison d'une mauvaise navigation et ne réussit pas à s'extraire par ses propres moyens. Le sous-marin est sauvé par les Pays-Bas, mais comme l'Allemagne est en guerre à cette époque et que les Pays-Bas étaient neutres, il n'a pas été rendu à l'Allemagne et le SM UC-8 est interné et détenu à Nieuwediep et Alkmaar.
Le 30 janvier 1917, le UC 8 est acheté par le gouvernement néerlandais à l'Allemagne et le renomme M 1 (M pour Mijnenlegger [en français : mouilleur de mines]).
Les connaissances des ingénieurs néerlandais acquises sur les détails de la construction du sous-marin allemand grâce à l'achat du M 1 ont été utilisées dans la rénovation du sous-marin britannique HMS H6, lui aussi interné pendant la guerre, et renommé O 8. Le périscope Zeiss du M 1 a également été transféré dans le O 8 et le périscope du O 8 a été placé dans le M 1.
12 pistolets Luger P04, trouvés à bord du UC-8, ont été transférés à l'aviation maritime, où ils ont été utilisés comme armes personnelles des pilotes.
Le 13 mars 1917, le navire est mis en service dans la Marine royale néerlandaise sous le nom de Hr. Ms.[f] M 1.
Le sous-marin - le seul de ce type qui a survécu à la guerre - a servi jusqu'en 1931, et après son retrait, il a été mis au rebut en 1932.